# Borbacha euchrysa
Borbacha euchrysa là một loài bướm đêm trong họ Geometridae.